# 로버트 슈펠트 주니어
로버트 윌슨 슈펠트 주니어(Robert Wilson Shufeldt junior, 1850년 12월 1일 ~ 1934년 1월 21일)는 미국의 골학자, 근학자(筋學者), 박물관학자, 민족지학자, 조류학자이다.
그의 아버지는 해군 제독이자 외교관으로 조미수호통상조약을 체결한 로버트 슈펠트이다.
흑인에 대한 인종 차별과 백인 우월주의를 옹호하기도 했다.